# Argentina ved sommer-OL 2020
Argentina deltog under Sommer-OL 2020 i Tokyo som bliver afviklet i perioden 23. juli til 8. august 2021. 

## Medaljer
| 2020 Tokyo | Guld | Sølv | Bronze | Total |
| Argentina  | 0    | 1    | 2      | 3     |

### Medaljevinderne
| Argentina under sommer-OL 2020 i Tokyo | Argentina under sommer-OL 2020 i Tokyo | Argentina under sommer-OL 2020 i Tokyo | Argentina under sommer-OL 2020 i Tokyo | Argentina under sommer-OL 2020 i Tokyo |
| Medalje                                | Navn | Sport                                  | Event                                  | Dato                                   |
| -------------------------------------- | --- | -------------------------------------- | -------------------------------------- | -------------------------------------- |
| Sølv                                   | Kvindernes hockeyhold- Belén Succi - Sofía Toccalino - Agustina Gorzelany - Valentina Raposo - Agostina Alonso - Agustina Albertario - María José Granatto - Delfina Merino - Rocío Sánchez Moccia - Victoria Sauze - Victoria Granatto - Eugenia Trinchinetti - Micaela Retegui - Noel Barrionuevo - Julieta Jankunas - Valentina Costa Biondi | Hockey                                 | Damernes turnering                     | 6. august                              |
| Bronze                                 | Mændenes syvmandsrygbyhold- Rodrigo Isgro - Lucio Cinti - Germán Schulz - Ignacio Mendy - Rodrigo Etchart - Santiago Álvarez - Lautaro Bazán - Gastón Revol - Matías Osadczuk - Luciano González - Santiago Mare - Marcos Moneta - Felipe del Mestre                                                                                            | Syvmandsrugby                          | Mændenes turnering                     | 28. juli                               |
| Bronze                                 | Mændenes volleyballhold - Matías Sánchez - Federico Pereyra - Cristian Poglajen - Facundo Conte - Agustín Loser - Santiago Danani - Sebastián Solé - Bruno Lima - Ezequiel Palacios - Luciano De Cecco - Nicolás Méndez - Martín Ramos | Volleyball                             | Mændenes turnering                     | 7. august                              |